# إيلا فارمان
إيلا فارمان (بالإنجليزية: Ella Farman)‏ هي كاتبة للأطفال وكاتِبة أمريكية، ولدت في 1837، وتوفيت في 1907.